# Psammodynastes pictus
Espèce
Synonymes
- Psammophis conjunctus Peters, 1868

Psammodynastes pictus est une espèce de serpents de la famille des Lamprophiidae. 

## Répartition
Cette espèce se rencontre :
- en Indonésie au Kalimantan, dans l'archipel Riau, sur les îles de Simeulue, de Belitung, de Bangka et de Sumatra ;
- au Brunei ;
- en Malaisie péninsulaire et en Malaisie orientale;
- à Singapour.

## Publication originale
- Günther, 1858 : Catalogue of Colubrine Snakes in the Collection of the British Museum, London, p. 1-281 (texte intégral).